# Erebegraafplaats Chungkai

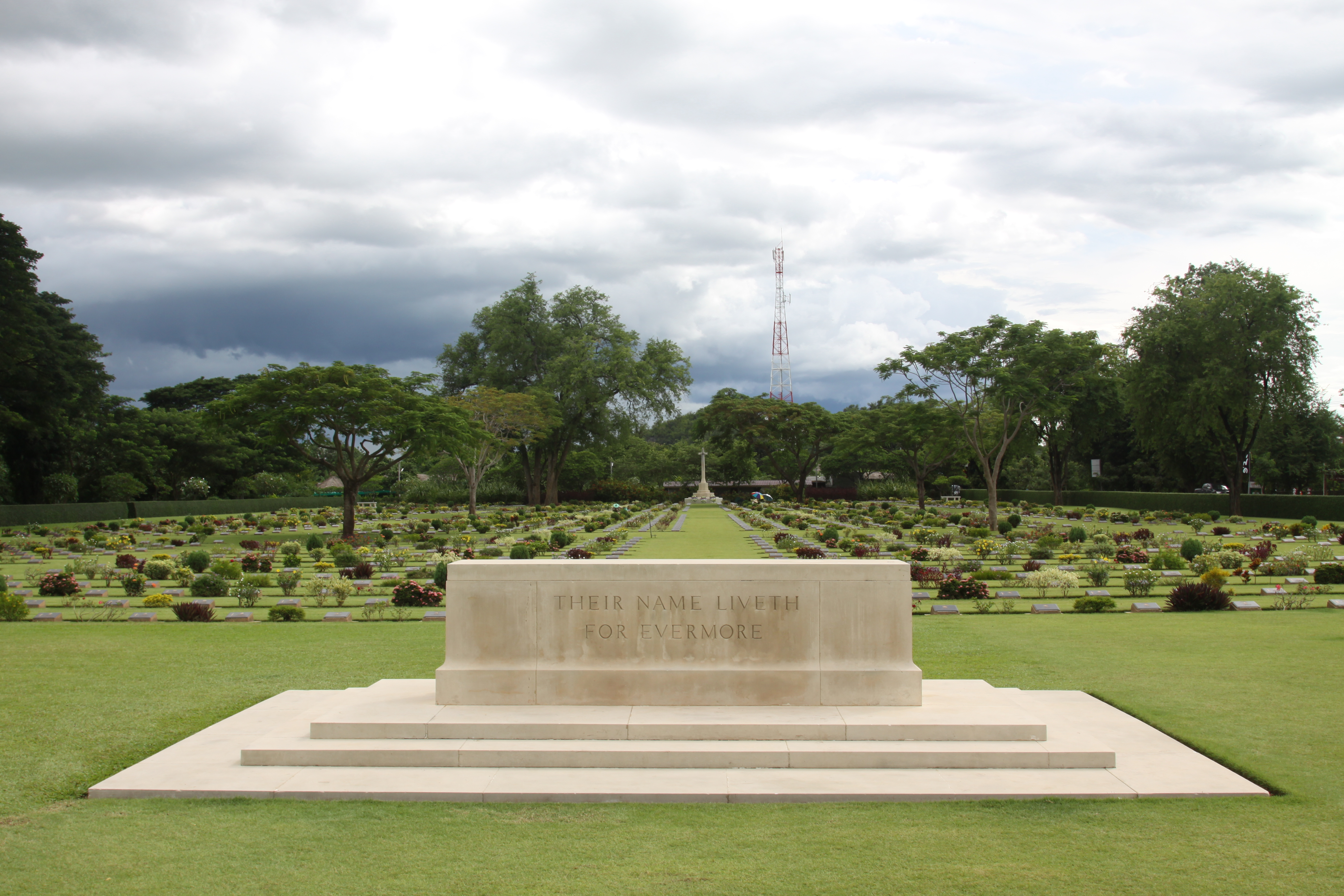
Erebegraafplaats Chungkai

Erebegraafplaats Chungkai is een van de drie rustplaatsen voor de slachtoffers van de Dodenspoorlijn, waaronder ook Nederlanders. De begraafplaats is door de Nederlandse overheid erkend als officieel Nederlands ereveld.
Het ereveld ligt ongeveer vijf kilometer van de Thaise stad Kanchanaburi, aan de rivier Khwae Noi. Op het ereveld staat ook een monument ter nagedachtenis aan de bouw van de spoorweg. Het is niet bekend hoeveel Nederlandse slachtoffers hier precies liggen; veel graven zijn anoniem.